# HLA-DQA2
Antígeno de histocompatibilidade HLA de classe II, cadeia alfa DQ (6) é uma proteína que em humanos é codificada pelo gene HLA-DQA2. Também conhecido como HLA-DXA ou DAAP-381D23.2, faz parte do sistema de antígenos leucocitários humanos.
A proteína codificada por este gene é expressa, mas diferentemente do HLA-DQA1, aparentemente incapaz de heterodimerizar com os parálogos da cadeia beta de HLA classe II. O baixo nível de expressão de HLA-DQA2 é aparentemente devido à ligação deficiente do fator de transcrição ao promotor do gene HLA-DQA2.